# Roland Ducke
Roland Ducke (Bensen, Sudetenland, 19 november 1934 – Jena, 26 juni 2005) was een Duitse voetballer en trainer. In 1970 werd hij verkozen tot voetballer van het jaar.

## Clubcarrière
Ducke werd geboren in Bensen, dat hoewel het tot Tsjecho-Slowakije behoorde een stad was met een overwegend Duitstalige bevolking. Na de Tweede Wereldoorlog verliet de familie de stad en vestigde zich in Schönebeck nabij Maagdenburg. Hij sloot zich aan bij SG Schönebeck Altstadt dat later BSG Motor Schönebeck werd. Op 17-jarige leeftijd stond hij al in het eerste elftal.
In 1955 maakte hij de overstap naar SC Motor Jena dat in 1965 de naam FC Carl Zeiss Jena aannam. In 1957 vroeg hij of zijn jongere broer Peter ook naar de club kon maar hij werd te licht bevonden. Twee jaar later werd hij wel aangenomen. Roland speelde in totaal 341 wedstrijden in de DDR-Oberliga en scoorde 50 keer voor de club. Alle drie de landstitels van de club en de zege in de FDGB-Pokal vielen in zijn loopbaan.

## Interlandcarrière
Hij speelde tussen 1958 en 1967 in totaal 37 wedstrijden voor het voetbalelftal van de DDR en scoorde 5 keer. In 1970 werd hij voetballer van het jaar, en een jaar later werd hij opgevolgd door zijn broer Peter. In 1971 beëindigde hij zijn carrière en werd trainer, hij trainde onder andere de jeugd bij Jena.
Op 26 juni 2005 overleed Ducke aan prostaatkanker in Jena. Hij had één zoon.

## Erelijst
Carl Zeiss Jena
- DDR-Oberliga

1963, 1968, 1970
- Oost-Duitse beker

1960
- Oost-Duits voetballer van het jaar

1970